# Balistær
Balistær (Leucopsar rothschildi) er en stæreart som er endemisk til den indonesiske ø Bali. Fuglen er udrydningstruet på grund af indfangning til brug som burfugl, og der er iværksat et avlsprogram med udsætninger for at øge bestanden.

## Beskrivelse og levevis
Balistæren bliver 23-25 cm lang. Den er hvid med sorte spidser på vinger og hale, og et lyseblåt, nøgent område ved øjnene.
Den kan rejse fjerene på toppen af hovedet ved kurtisering og når hannen synger. De danner par og har territorier i yngletiden som normalt er oktober-november. De yngler i åbne krat, træ- og palme-savanner og tilstødende fugtige skove under 175 meters højde. Hunnen lægger 1-5 æg som udruges i 14 dage.
Uden for yngletiden danner de små flokke i åbne skovkanter og oversvømmet savanne. Tidligere har de også forekommet og ynglet i kokosplantager nær landsbyer.
De fouragerer parvist, kosten er frugter og smådyr. Fuglen bliver 10-20 år gammel.

## Udbredelse
Balistæren findes oprindeligt udelukkende på det nordvestlige Bali. Ulovlig indfangning havde reduceret antallet af vildtlevende balistære til anslået ca. 15 fugle i 1990, hvor man ved udsættelse af fugle avlet i fangenskab øgede antallet til omkring 30-35.
Men antallet af vildtlevende balistære faldt igen til 6 fugle i 2001. Gentagne udsættelser øgede bestanden i Vestbalis Nationalpark til 24 i 2005 og omkring 50 i 2008. Det er imidlertid usikkert hvor mange af de udsatte fugle som yngler.
Der er også introduceret en ny bestand af balistære på Nusa Penida, en mindre ø ud for Balis kyst uden for stærenes oprindelige udbredelsesområde. Bestanden her synes at have tilpasset sig omgivelserne og er begyndt at yngle. I 2009 var der 65 udvoksede balistære og 62 unger på Nusa Penida.
Det anslås at der findes omkring 1.000 balistære i fangenskab.

## Trusler
Nedgangen i bestanden skyldes primært ulovlig indfangen af balistære til brug som burfugle. I midten af 1990'erne var sortbørsprisen for balistære omkring 2.000 US-dollars. I 1999 røvede en væbnet bande de fleste af 39 balistære som var klar til udsætning i Vestbalis Nationalpark. Indfangning menes også at være sket i den nyudsatte bestand på Nusa Penida.
Problemerne forstærkes af tab af levesteder, genetisk erosion, konkurrence fra andre arter, rovdyr og sygdomme.